# Beatriz Busaniche
María Beatriz Busaniche (Río Gallegos, Provincia de Santa Cruz; 17 de agosto de 1970) es una activista y académica argentina por la cultura libre y los derechos humanos en entornos mediados por tecnologías digitales.

## Trayectoria
Es Licenciada en Comunicación Social de la Universidad Nacional de Rosario y Magíster en Propiedad Intelectual de FLACSO. Es docente en grado y posgrado en la Universidad de Buenos Aires, la Universidad Torcuato Di Tella y en FLACSO.
En el 2003 se integró a la Fundación Vía Libre, organización de la que actualmente es presidenta. Es coautora y editora de diversas publicaciones en múltiples idiomas, entre ellas el libro Monopolios Artificiales sobre Bienes Intangibles.
En 2016 publicó el libro Propiedad intelectual y derechos humanos, en el que analiza la propiedad intelectual a la luz de los tratados internacionales sobre derechos humanos, señalando la necesidad de conciliar la normativa de derecho de autor con el derecho humano fundamental a la cultura.
Ha colaborado como autora para el periódico La Nación. Es también cofundadora del capítulo argentino de la Fundación Wikimedia, en 2007, e integrante del equipo de Creative Commons Argentina.En 2017 diferentes periódicos difundieron la existencia de listas negras por parte del gobierno de Mauricio Macri que incluía entre otros activistas, científicos, personalidades de la cultura, periodistas y legisladores de la oposición, a Busaniche.